# Гербовник

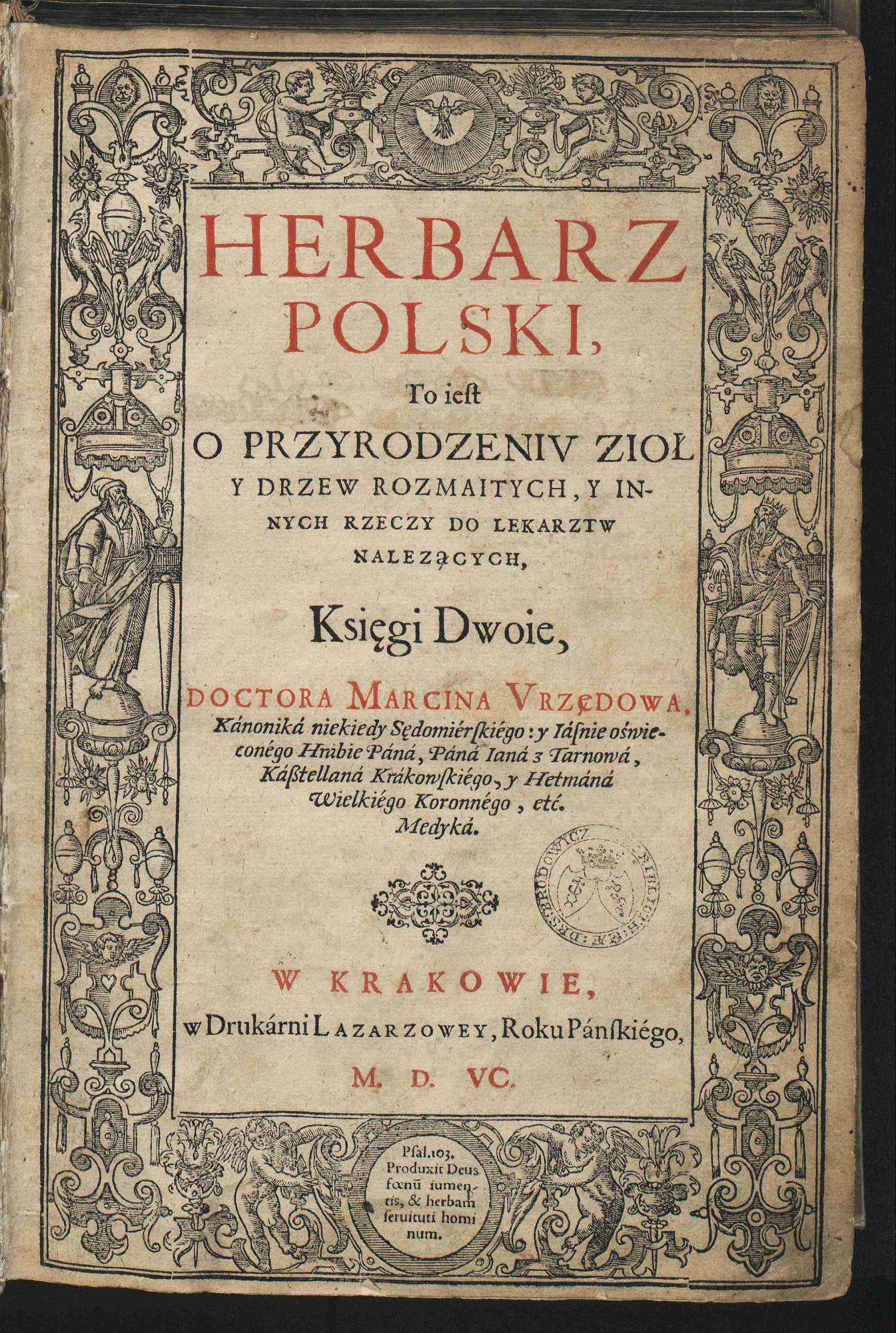
Титульна сторінка «Herbarz Polski» (Гербовник Польський) 1595 року

Гербо́вник, також гербівник, гербо́вни́ця, кни́га гербі́в (пол. herbarz) — книга, яка містить в собі опис і зображення гербів (шляхетський родів, нобелів, бюргерів та окремих осіб, держав, міст, місцевостей, організацій тощо). 
Вивчає гербовник (герби та їх походження) прикладна історична наука — геральдика. Гербовники були особливо розповсюджені в Європі в Середні віки. В основному (до 1772 р.) в період Великого Князівства Литовського та Речі Посполитої українські, білоруські, польські, литовські герби були частиною спільної геральдичної культури. В період 1772–1917 р. відповідно до тодішнього законодавства українська шляхта в Російській імперії користувалась Дворянською Родовідною Книгою.

## Історія
Гербовники існували вже в XIII ст. як турнірній список і принагідний збір гербів. З розвитком інституту герольда починається складання Гербовнику при палацах монархів. 
Першим західноєвропейським гербовником, в якому описується український державний герб (Тризуб) є "Clipearium Teutonicorum" Конрада фон Муре, в якому він пише про герб "Руського короля, народ якого проживає далеко від Рейну". 
Вже у XІV—XV ст. в західноєвропейських Гербовниках були присутні зображення гербів українського лицарства часів Великого Князівства Литовського, Руського та Жемантійського та Речі Посполитої:
- «Armorial Lyncenich» (брюссельський),
- «Codex Bergshammar» (стокгольмський),
- «Wapenboek Gelre» (нідерландський гербовник, створений Клаусом Хейненсоном)
- «Armorial de la Toison d'Or» — «Гербовник Золотого Руна» та ін.

Кілька гербів литовських і руських князів містить хроніка Констанцького собору Ульріха Рихенталя. Старовинним польським гербовником XV ст. є «Insignorum clenodiorum Regis et Regni Poloniae descriptor» (Jan Dlugosz).

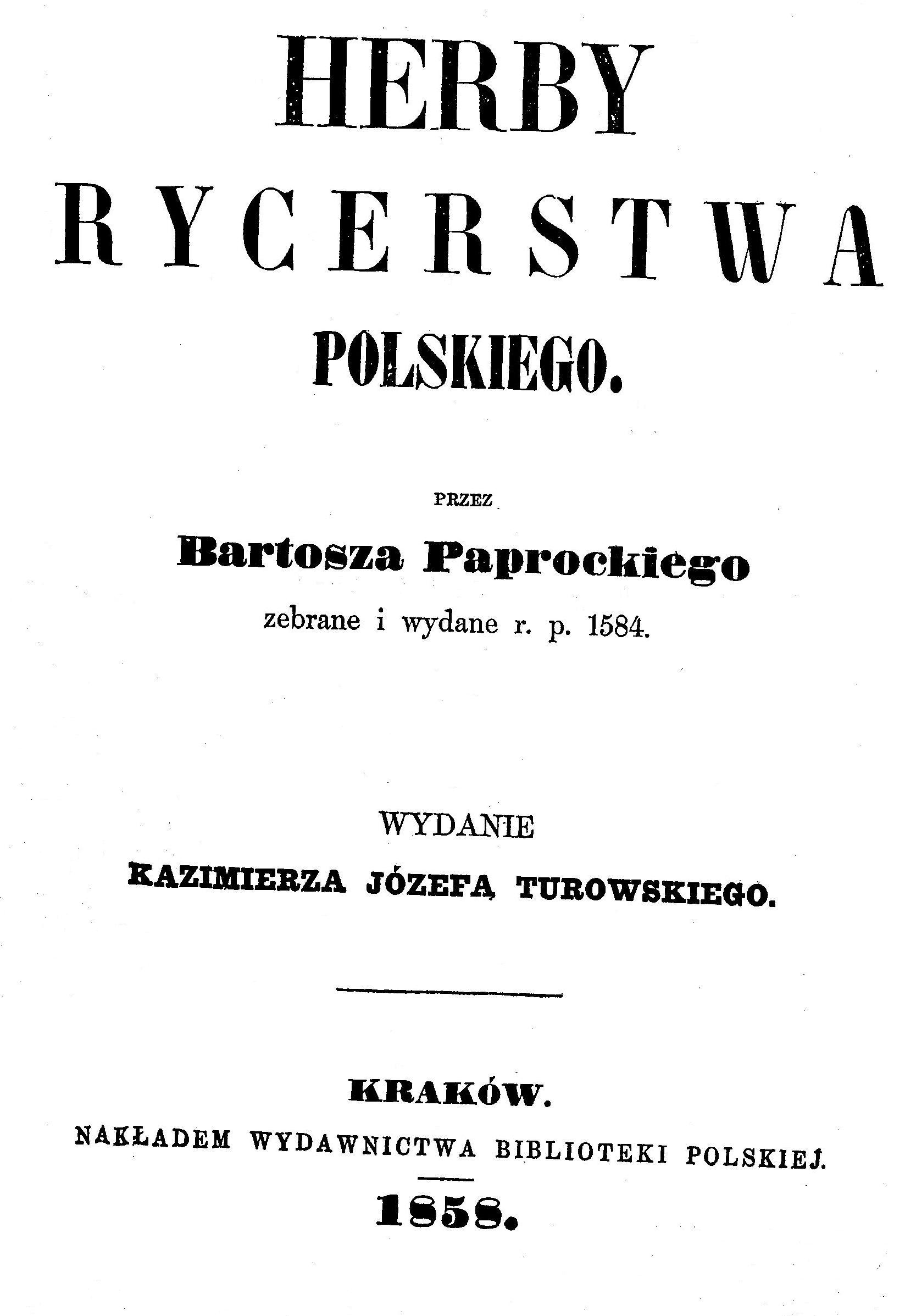
Титульна сторінка перевидання 1584 р. «Herby Rycerstwa Polskiego» (Герби Лицарства Польського) у 1858 р.

## Литовські
Герби шляхти знаходяться у «Herbarz rycerstwa W. X. Litewskiego» В. Віюка-Кояловича. Проте там невелика частина гербів шляхти Великого Князівства Литовського.

## Німецькі
- XV століття: Гербовник Шайблерів

## Португальські
- 1509: Livro do Armeiro-Mor
- 1675: Thesouro de Nobreza

## Українські
Цікаві для української історії
- Гербовник Адама Бонецького
- Гербовник Каспара Несецького
- Гербовник Бартоша Папроцького
- Гербовник Северина Уруського
- Гербовник Теадора Жихлінського
- Гербовник дворянських родів Царства Польського
- «Малоросійський гербовник», В. Лукомський, В. Модзалевський, м. Київ, 1993 р. (репринт) — 300 с.
- У Російській імперії Загальний гербовник дворянських родів Російської імперії був заснований указом імператора Павла I від 20 січня 1797. У 1992 було випущено репринтне видання.

- За Незалежності у 2003 Товариство охорони старожитностей Київщини випустило книгу «Браницькі герба Корчак», в якій розповідається про історію магнатського роду Браницьких — з перших історичних відомостей про цей рід (XVI ст.) до подій часів Другої світової війни.

Жоден гербовник не є повним зібранням гербів шляхти своєї країни. У Франції була спроба складання повного Гербовника, також було спроба складання всіх гербів в «Armorial General». Тепер тільки сучасна Іспанська Герольдія займається реєстрацією гербів дворян всіх країн світу.